# 레티놀
비타민 A1(Vitamin A1)으로 알려진 레티놀(retinol)은 음식에서 발견되고 건강 보조 식품으로 사용되는 비타민의 하나이다. 보조 식품으로서 특히 안구건조증을 유발하는 비타민 A 결핍을 치료하고 예방하는데 쓰인다. 결핍이 일상화된 지역에서 한 해에 두 차례 고위험에 처한 환자에게는 한 차례 다량의 투여가 권장된다. 홍역을 앓는 사람들의 추가적인 문제를 예방하기 위해서도 사용된다. 구강 투여 또는 근육 주사를 통해 복용된다.
적당한 양의 레티놀은 큰 문제를 일으키지 않는다. 다량을 투여하면 간 비대, 피부 건조증, 과비타민A증(비타민A과잉증)을 유발할 수 있다. 임신 중에 다량 투여할 경우 태아에게 위험을 초래할 수 있다. 레티놀은 비타민 A 계열에 속한다. 시력, 피부 관리, 인체 발달을 위해서는 레티놀 또는 다른 유형의 비타민 A가 필수적이다. 체내에는 활동 시 레티날과 레티노산으로 변환된다. 레티놀이 함유된 원천으로는 생선, 유제품, 고기가 포함된다.
레티놀은 1909년에 발견되었고 1931년 분리되었으며 1947년 최초로 만드는데 성공했다. 의료 체계에 가장 효과적이고 안전한 의약 목록인 WHO 필수 의약품 목록에 등재되어 있다. 레티놀은 제네릭 의약품, 일반의약품으로 구매할 수 있다. 개발도상국의 도매가는 50,000개 당 약 US$0.02–0.30이다. 미국에서 그렇게 비싸지 않다.